# Jean-Jacques Caillet
Jean-Jacques Caillet, né le 8 avril 1743 à Vorges (Doubs) de  Jean-François Caillet, notaire, et de Anne Marguerite Lambert, est un général français de la Révolution et de l’Empire. Il est mort le 20 avril 1820.

## États de service
Il entre en service dans la Cavalerie, le 3 avril 1760, comme dragon, et il fait trois campagnes en Allemagne entre 1760 et 1763. Il est nommé brigadier le 15 août 1765, et maréchal de logis le 16 août 1768.
Affecté à l’armée des Pyrénées-Occidentales le 3 juillet 1793, il est nommé chef d’escadron au 18e régiment de dragons.
Il est promu général de brigade le 9 juin 1794, commandant de la cavalerie de l’armée des Pyrénées-Occidentales. Il est autorisé à prendre sa retraite par arrêté du comité de salut public en date du 5 août 1795.
Le 29 novembre 1799, il est chargé par Bonaparte de prendre le commandement de forteresse de Mayence.

## Sources
- (en) « Generals Who Served in the French Army during the Period 1789 - 1814: Eberle to Exelmans »
- (pl) « Napoléon.org.pl »
- Docteur Robinet, Jean-François Eugène et J. Le Chapelain, Dictionnaire historique et biographique de la révolution et de l'empire, 1789-1815, volume 1, Librairie Historique de la révolution et de l’empire, 800 p. (lire en ligne), p. 314.
- Arthur Chuquet, Ordres et apostilles de Napoléon (1799-1815), imprimerie ancienne Honoré Champion, 1911.